# (300001) 2006 UA35
(300001) 2006 UA35 è un asteroide appartenente alla fascia principale esterna. Scoperto il 16 ottobre 2006 dal team di Spacewatch dal Kitt Peak National Observatory, Arizona, Stati Uniti d'America, presenta un'orbita caratterizzata da un semiasse maggiore pari a 3,187999 UA e da un'eccentricità di 0,009990, inclinata di 1,780650° rispetto all'eclittica.

## Designazione e nome
Designato provvisoriamente come 2006 UA35.